# Divizia A1 w piłce siatkowej mężczyzn (2021/2022)
Divizia A1 w piłce siatkowej mężczyzn 2021/2022 − 73. sezon mistrzostw Rumunii w piłce siatkowej zorganizowany przez Rumuński Związek Piłki Siatkowej (Federației Române de Volei, FRVolei). Zainaugurowany został 9 października 2021 roku i trwał do 22 kwietnia 2022 roku.
Divizia A1 w sezonie 2021/2022 składała się z 12 drużyn. Do najwyższej klasy rozgrywkowej dołączyły dwa zespoły: Rapid Bukareszt oraz Olimpia Titanii.
Rozgrywki składały się z fazy zasadniczej oraz drugiej fazy, w której drużyny rywalizowały w trzech grupach.
Po raz czwarty mistrzem Rumunii został klub CSM Arcada Galați, drugie miejsce zajęło Dinamo Bukareszt, natomiast trzecie – SCMU Craiova. Do niższej ligi spadły kluby Universitatea Cluj oraz CS UV Timișoara.
W sezonie 2021/2022 w eliminacjach do Ligi Mistrzów Rumunię reprezentował klub CSM Arcada Galați, w Pucharze CEV – CSS CNE LAPI Dej–SCM Zalău i Dinamo Bukareszt, natomiast w Pucharze Challenge – Steaua Bukareszt.

## System rozgrywek
Rozgrywki w rumuńskiej najwyższej klasie rozgrywkowej w sezonie 2021/2022 składały się z dwóch faz: fazy zasadniczej oraz drugiej fazy.

### Faza zasadnicza
W fazie zasadniczej 12 drużyn rozegrało ze sobą po dwa spotkania systemem kołowym (mecz u siebie i rewanż na wyjeździe).
Cztery najlepsze drużyny po fazie zasadniczej w drugiej fazie trafiły do grupy I, drużyny z miejsc 5-8 – do grupy II, natomiast drużyny z miejsc 9-12 – do grupy III.

### Druga faza
W drugiej fazie drużyny w ramach trzech grup rozegrały między sobą po dwa spotkania systemem kołowym (mecz u siebie i rewanż na wyjeździe). Do tabeli poszczególnych grup wliczone zostały spotkania rozegrane w fazie zasadniczej. Na podstawie miejsc zajętych przez drużyny w poszczególnych grupach powstała klasyfikacja końcowa.
Mistrzem Rumunii został zespół, który zajął 1. miejsce w grupie I. Ostatnia i przedostatnia drużyna w grupie III spadła do niższej ligi (Divizia A2).

## Drużyny uczestniczące
| | Divizia A1 2021/2022        |    |        |
| --- | --------------------------- | -- | ------ |
| ARC | CSM Arcada Galați           | 1  | el. LM |
| ZLĂ | CSS CNE LAPI Dej–SCM Zalău  | 2  | CEV    |
| CRA | SCMU Craiova                | 3  |        |
| STE | Steaua Bukareszt            | 4  | Ch     |
| DBU | Dinamo Bukareszt            | 5  | CEV    |
| DEJ | Unirea Dej                  | 6  |        |
| ŞTI | Știința Explorări Baia Mare | 7  |        |
| U-CLU | Universitatea Cluj          | 8  |        |
| ŞTB | CSU Știința București       | 9  |        |
| TMŞ | CS UV Timișoara             | 10 |        |
| | Awans z Divizia A2          |    |        |
| RAP | Rapid Bukareszt             | 1  |        |
| OTI | Olimpia Titanii             | 2  |        |
| Oznaczenia: - kolumna pierwsza – skróty nazw drużyn wpisane na mapie (jeśli ta została zamieszczona), - kolumna trzecia – miejsce zajęte przez daną drużynę w poprzednim sezonie. |                             |    |        |

## Faza zasadnicza

### Tabela wyników
| Gospodarz \ Gość1           | ARC | ZLĂ | CRA | STE | DBU | DEJ | ŞTI | U-CLU | ŞTB | TMŞ | RAP | OTI |
| --------------------------- | --- | --- | --- | --- | --- | --- | --- | ----- | --- | --- | --- | --- |
| CSM Arcada Galați           | -   | 3:0 | 3:1 | 2:3 | 3:0 | 3:0 | 3:0 | 3:0   | 3:0 | 3:0 | 3:0 | 3:0 |
| CSS CNE LAPI Dej–SCM Zalău  | 1:3 | -   | 1:3 | 0:3 | 1:3 | 3:0 | 3:0 | 3:1   | 3:0 | 3:0 | 3:0 | 3:0 |
| SCMU Craiova                | 2:3 | 3:1 | -   | 2:3 | 0:3 | 3:0 | 3:0 | 3:0   | 3:0 | 3:0 | 3:0 | 3:0 |
| Steaua Bukareszt            | 2:3 | 3:0 | 3:2 | -   | 3:0 | 3:0 | 3:0 | 3:0   | 3:0 | 3:0 | 3:1 | 3:2 |
| Dinamo Bukareszt            | 1:3 | 3:0 | 2:3 | 3:0 | -   | 3:0 | 3:0 | 3:0   | 3:0 | 3:0 | 3:0 | 3:1 |
| Unirea Dej                  | 0:3 | 2:3 | 1:3 | 0:3 | 0:3 | -   | 3:2 | 2:3   | 3:2 | 3:0 | 3:0 | 1:3 |
| Știința Explorări Baia Mare | 0:3 | 2:3 | 1:3 | 3:2 | 2:3 | 3:1 | -   | 3:0   | 3:1 | 3:0 | 3:0 | 2:3 |
| Universitatea Cluj          | 0:3 | 0:3 | 0:3 | 0:3 | 0:3 | 0:3 | 2:3 | -     | 1:3 | 3:2 | 1:3 | 1:3 |
| CSU Știința București       | 0:3 | 3:1 | 0:3 | 0:3 | 2:3 | 3:0 | 3:2 | 3:0   | -   | 3:0 | 2:3 | 0:3 |
| CS UV Timișoara             | 0:3 | 0:3 | 0:3 | 0:3 | 0:3 | 1:3 | 0:3 | 1:3   | 2:3 | -   | 0:3 | 0:3 |
| Rapid Bukareszt             | 0:3 | 1:3 | 0:3 | 0:3 | 0:3 | 1:3 | 1:3 | 3:0   | 2:3 | 3:0 | -   | 0:3 |
| Olimpia Titanii             | 0:3 | 3:0 | 1:3 | 0:3 | 1:3 | 3:0 | 3:1 | 3:0   | 3:0 | 3:0 | 3:0 | -   |

Źródło: FRVolei (rum.) / FRVolei – Data Project (rum.)
1 Drużyna gospodarzy jest wymieniona po lewej stronie tabeli.
Kolory:
  zwycięstwo gospodarzy 3:0 lub 3:1
  zwycięstwo gospodarzy 3:2
  zwycięstwo gości 3:0 lub 3:1
  zwycięstwo gości 3:2

### Tabela
| Lp. | Drużyna                     | Pkt | Mecze | Mecze | Mecze | Rodzaj wyniku | Rodzaj wyniku | Rodzaj wyniku | Rodzaj wyniku | Rodzaj wyniku | Rodzaj wyniku | Sety | Sety | Sety  | Małe punkty | Małe punkty | Małe punkty |
| Lp. | Drużyna                     | Pkt | M     | W     | P     | 3:0           | 3:1           | 3:2           | 2:3           | 1:3           | 0:3           | wyg. | prz. | stos. | zdob.       | str.        | stos.       |
| --- | --------------------------- | --- | ----- | ----- | ----- | ------------- | ------------- | ------------- | ------------- | ------------- | ------------- | ---- | ---- | ----- | ----------- | ----------- | ----------- |
| 1   | CSM Arcada Galați           | 62  | 22    | 21    | 1     | 16            | 3             | 2             | 1             | 0             | 0             | 65   | 10   | 6.5   | 1822        | 1377        | 1.32        |
| 2   | Steaua Bukareszt            | 55  | 22    | 19    | 3     | 14            | 1             | 4             | 2             | 0             | 1             | 61   | 18   | 3.39  | 1848        | 1533        | 1.21        |
| 3   | Dinamo Bukareszt            | 53  | 22    | 18    | 4     | 13            | 3             | 2             | 1             | 1             | 2             | 57   | 19   | 3     | 1774        | 1494        | 1.19        |
| 4   | SCMU Craiova                | 53  | 22    | 17    | 5     | 11            | 5             | 1             | 3             | 1             | 1             | 58   | 22   | 2.64  | 1883        | 1634        | 1.15        |
| 5   | Olimpia Titanii             | 39  | 22    | 13    | 9     | 9             | 3             | 1             | 1             | 3             | 5             | 44   | 32   | 1.38  | 1732        | 1643        | 1.05        |
| 6   | CSS CNE LAPI Dej–SCM Zalău  | 34  | 22    | 12    | 10    | 8             | 2             | 2             | 0             | 5             | 5             | 41   | 36   | 1.14  | 1717        | 1672        | 1.03        |
| 7   | Știința Explorări Baia Mare | 30  | 22    | 9     | 13    | 4             | 3             | 2             | 5             | 2             | 6             | 39   | 46   | 0.85  | 1885        | 1894        | 1           |
| 8   | CSU Știința București       | 24  | 22    | 8     | 14    | 3             | 2             | 3             | 3             | 1             | 10            | 31   | 50   | 0.62  | 1712        | 1836        | 0.93        |
| 9   | Unirea Dej                  | 21  | 22    | 7     | 15    | 3             | 2             | 2             | 2             | 3             | 10            | 28   | 51   | 0.55  | 1598        | 1795        | 0.89        |
| 10  | Rapid Bukareszt             | 15  | 22    | 5     | 17    | 3             | 1             | 1             | 1             | 4             | 12            | 21   | 54   | 0.39  | 1491        | 1724        | 0.86        |
| 11  | Universitatea Cluj          | 8   | 22    | 3     | 19    | 0             | 1             | 2             | 1             | 4             | 14            | 15   | 62   | 0.24  | 1443        | 1851        | 0.78        |
| 12  | CS UV Timișoara             | 2   | 22    | 0     | 22    | 0             | 0             | 0             | 2             | 2             | 18            | 6    | 66   | 0.09  | 1300        | 1752        | 0.74        |

Źródło: FRVolei (rum.) / FRVolei – Data Project (rum.)
Punktacja: 3:0 i 3:1 – 3 pkt; 3:2 – 2 pkt; 2:3 – 1 pkt; 1:3 i 0:3 – 0 pkt
Zasady ustalania kolejności: 1. liczba punktów; 2. liczba zwycięstw; 3. stosunek setów; 4. stosunek małych punktów; 5. bilans w bezpośrednich meczach
     Druga faza – grupa I
     Druga faza – grupa II
     Druga faza – grupa III

## Druga faza

### Grupa I

#### Tabela wyników
| Gospodarz \ Gość1 | ARC | STE | DBU | CRA |
| ----------------- | --- | --- | --- | --- |
| CSM Arcada Galați | -   | 3:1 | 3:1 | 3:1 |
| Steaua Bukareszt  | 3:2 | -   | 1:3 | 2:3 |
| Dinamo Bukareszt  | 3:2 | 3:0 | -   | 3:0 |
| SCMU Craiova      | 2:3 | 3:1 | 3:2 | -   |

Źródło: FRVolei (rum.) / FRVolei – Data Project (rum.)
1 Drużyna gospodarzy jest wymieniona po lewej stronie tabeli.
Kolory:
  zwycięstwo gospodarzy 3:0 lub 3:1
  zwycięstwo gospodarzy 3:2
  zwycięstwo gości 3:0 lub 3:1
  zwycięstwo gości 3:2

#### Terminarz i wyniki spotkań
| Data       | Godz. | Gospodarz         | Rezultat                                | Gość              | Widzów |
| ---------- | ----- | ----------------- | --------------------------------------- | ----------------- | ------ |
| 1. KOLEJKA |       |                   |                                         |                   |        |
| 22.03.2022 | 18:00 | CSM Arcada Galați | 3:1 (25:15, 25:27, 33:31, 25:14)        | SCMU Craiova      | 800    |
| 22.03.2022 | 19:00 | Steaua Bukareszt  | 1:3 (21:25, 27:25, 24:26, 22:25)        | Dinamo Bukareszt  | 200    |
| 2. KOLEJKA |       |                   |                                         |                   |        |
| 27.03.2022 | 16:00 | SCMU Craiova      | 3:2 (23:25, 26:28, 25:15, 25:22, 15:10) | Dinamo Bukareszt  | 120    |
| 28.03.2022 | 19:00 | CSM Arcada Galați | 3:1 (26:24, 25:17, 21:25, 25:19)        | Steaua Bukareszt  | 1000   |
| 3. KOLEJKA |       |                   |                                         |                   |        |
| 01.04.2022 | 16:00 | Dinamo Bukareszt  | 3:2 (25:19, 22:25, 20:25, 25:20, 15:10) | CSM Arcada Galați | 90     |
| 02.04.2022 | 16:30 | Steaua Bukareszt  | 2:3 (23:25, 25:27, 25:20, 25:20, 12:15) | SCMU Craiova      | 100    |
| 4. KOLEJKA |       |                   |                                         |                   |        |
| 08.04.2022 | 16:00 | Dinamo Bukareszt  | 3:0 (25:19, 25:22, 26:24)               | Steaua Bukareszt  | 160    |
| 09.04.2022 | 18:00 | SCMU Craiova      | 2:3 (26:24, 18:25, 25:18, 22:25, 17:19) | CSM Arcada Galați | 200    |
| 5. KOLEJKA |       |                   |                                         |                   |        |
| 15.04.2022 | 16:00 | Dinamo Bukareszt  | 3:0 (25:19, 25:19, 25:10)               | SCMU Craiova      | 100    |
| 16.04.2022 | 17:00 | Steaua Bukareszt  | 3:2 (25:16, 23:25, 32:30, 22:25, 15:10) | CSM Arcada Galați | 100    |
| 6. KOLEJKA |       |                   |                                         |                   |        |
| 22.04.2022 | 16:00 | SCMU Craiova      | 3:1 (25:21, 27:29, 25:18, 25:21)        | Steaua Bukareszt  | 300    |
| 22.04.2022 | 16:00 | CSM Arcada Galați | 3:1 (25:18, 18:25, 25:18, 25:17)        | Dinamo Bukareszt  | 2000   |

#### Tabela
| Lp. | Drużyna               | Pkt | Mecze | Mecze | Mecze | Rodzaj wyniku | Rodzaj wyniku | Rodzaj wyniku | Rodzaj wyniku | Rodzaj wyniku | Rodzaj wyniku | Sety | Sety | Sety  | Małe punkty | Małe punkty | Małe punkty |
| Lp. | Drużyna               | Pkt | M     | W     | P     | 3:0           | 3:1           | 3:2           | 2:3           | 1:3           | 0:3           | wyg. | prz. | stos. | zdob.       | str.        | stos.       |
| --- | --------------------- | --- | ----- | ----- | ----- | ------------- | ------------- | ------------- | ------------- | ------------- | ------------- | ---- | ---- | ----- | ----------- | ----------- | ----------- |
| 1   | CSM Arcada Galați (M) | 75  | 28    | 25    | 3     | 16            | 6             | 3             | 3             | 0             | 0             | 81   | 21   | 3.86  | 2436        | 1959        | 1.24        |
| 2   | Dinamo Bukareszt      | 65  | 28    | 22    | 6     | 15            | 4             | 3             | 2             | 2             | 2             | 72   | 28   | 2.57  | 2311        | 2007        | 1.15        |
| 3   | SCMU Craiova          | 61  | 28    | 20    | 8     | 11            | 6             | 3             | 4             | 2             | 2             | 70   | 36   | 1.94  | 2449        | 2227        | 1.1         |
| 4   | Steaua Bukareszt      | 58  | 28    | 20    | 8     | 14            | 1             | 5             | 3             | 3             | 2             | 69   | 35   | 1.97  | 2408        | 2122        | 1.13        |

Źródło: FRVolei (rum.) / FRVolei – Data Project (rum.)
Punktacja: 3:0 i 3:1 – 3 pkt; 3:2 – 2 pkt; 2:3 – 1 pkt; 1:3 i 0:3 – 0 pkt
Zasady ustalania kolejności: 1. liczba punktów; 2. liczba zwycięstw; 3. stosunek setów; 4. stosunek małych punktów; 5. bilans w bezpośrednich meczach
(M) – mistrzostwo Rumunii

### Grupa II

#### Tabela wyników
| Gospodarz \ Gość1           | OTI | ZLĂ | ŞTI | ŞTB |
| --------------------------- | --- | --- | --- | --- |
| Olimpia Titanii             | -   | 3:0 | 2:3 | 3:0 |
| CSS CNE LAPI Dej–SCM Zalău  | 0:3 | -   | 3:0 | 3:0 |
| Știința Explorări Baia Mare | 3:2 | 1:3 | -   | 3:0 |
| CSU Știința București       | 0:3 | 2:3 | 0:3 | -   |

Źródło: FRVolei (rum.) / FRVolei – Data Project (rum.)
1 Drużyna gospodarzy jest wymieniona po lewej stronie tabeli.
Kolory:
  zwycięstwo gospodarzy 3:0 lub 3:1
  zwycięstwo gospodarzy 3:2
  zwycięstwo gości 3:0 lub 3:1
  zwycięstwo gości 3:2

#### Terminarz i wyniki spotkań
| Data       | Godz. | Gospodarz                   | Rezultat                                | Gość                        | Widzów |
| ---------- | ----- | --------------------------- | --------------------------------------- | --------------------------- | ------ |
| 1. KOLEJKA |       |                             |                                         |                             |        |
| 19.03.2022 | 15:30 | Olimpia Titanii             | 3:0 (25:18, 25:13, 29:27)               | CSU Știința București       | 50     |
| 19.03.2022 | 18:00 | CSS CNE LAPI Dej–SCM Zalău  | 3:0 (25:21, 25:19, 25:18)               | Știința Explorări Baia Mare | 350    |
| 2. KOLEJKA |       |                             |                                         |                             |        |
| 23.03.2022 | 15:30 | Olimpia Titanii             | 3:0 (25:17, 25:18, 27:25)               | CSS CNE LAPI Dej–SCM Zalău  | 30     |
| 23.03.2022 | 16:00 | CSU Știința București       | 0:3 (22:25, 22:25, 20:25)               | Știința Explorări Baia Mare | 50     |
| 3. KOLEJKA |       |                             |                                         |                             |        |
| 25.03.2022 | 14:30 | Olimpia Titanii             | 2:3 (25:15, 23:25, 21:25, 25:23, 12:15) | Știința Explorări Baia Mare | 30     |
| 26.03.2022 | 18:00 | CSS CNE LAPI Dej–SCM Zalău  | 3:0 (25:18, 25:14, 25:11)               | CSU Știința București       | 180    |
| 4. KOLEJKA |       |                             |                                         |                             |        |
| 30.03.2022 | 17:00 | CSU Știința București       | 0:3 (19:25, 21:25, 18:25)               | Olimpia Titanii             | 60     |
| 30.03.2022 | 17:00 | Știința Explorări Baia Mare | 1:3 (22:25, 23:25, 25:20, 24:26)        | CSS CNE LAPI Dej–SCM Zalău  | 150    |
| 5. KOLEJKA |       |                             |                                         |                             |        |
| 16.04.2022 | 12:00 | Știința Explorări Baia Mare | 3:0 (25:18, 25:17, 25:13)               | CSU Știința București       | 150    |
| 16.04.2022 | 18:00 | CSS CNE LAPI Dej–SCM Zalău  | 0:3 (17:25, 24:26, 22:25)               | Olimpia Titanii             | 300    |
| 6. KOLEJKA |       |                             |                                         |                             |        |
| 18.04.2022 | 17:00 | Știința Explorări Baia Mare | 3:2 (25:21, 25:21, 19:25, 25:27, 15:10) | Olimpia Titanii             | 50     |
| 20.04.2022 | 17:00 | CSU Știința București       | 2:3 (26:24, 18:25, 27:25, 18:25, 12:15) | CSS CNE LAPI Dej–SCM Zalău  | 30     |

#### Tabela
| Lp. | Drużyna                     | Pkt | Mecze | Mecze | Mecze | Rodzaj wyniku | Rodzaj wyniku | Rodzaj wyniku | Rodzaj wyniku | Rodzaj wyniku | Rodzaj wyniku | Sety | Sety | Sety  | Małe punkty | Małe punkty | Małe punkty |
| Lp. | Drużyna                     | Pkt | M     | W     | P     | 3:0           | 3:1           | 3:2           | 2:3           | 1:3           | 0:3           | wyg. | prz. | stos. | zdob.       | str.        | stos.       |
| --- | --------------------------- | --- | ----- | ----- | ----- | ------------- | ------------- | ------------- | ------------- | ------------- | ------------- | ---- | ---- | ----- | ----------- | ----------- | ----------- |
| 1   | Olimpia Titanii             | 53  | 28    | 17    | 11    | 13            | 3             | 1             | 3             | 3             | 5             | 60   | 38   | 1.58  | 2249        | 2094        | 1.07        |
| 2   | CSS CNE LAPI Dej–SCM Zalău  | 45  | 28    | 16    | 12    | 10            | 3             | 3             | 0             | 5             | 7             | 53   | 45   | 1.18  | 2200        | 2121        | 1.04        |
| 3   | Știința Explorări Baia Mare | 40  | 28    | 13    | 15    | 6             | 3             | 4             | 5             | 3             | 7             | 52   | 56   | 0.93  | 2399        | 2387        | 1.01        |
| 4   | CSU Știința București       | 25  | 28    | 8     | 20    | 3             | 2             | 3             | 4             | 1             | 15            | 33   | 68   | 0.49  | 2084        | 2329        | 0.89        |

Źródło: FRVolei (rum.) / FRVolei – Data Project (rum.)
Punktacja: 3:0 i 3:1 – 3 pkt; 3:2 – 2 pkt; 2:3 – 1 pkt; 1:3 i 0:3 – 0 pkt
Zasady ustalania kolejności: 1. liczba punktów; 2. liczba zwycięstw; 3. stosunek setów; 4. stosunek małych punktów; 5. bilans w bezpośrednich meczach

### Grupa III

#### Tabela wyników
| Gospodarz \ Gość1  | DEJ | RAP | U-CLU | TMŞ |
| ------------------ | --- | --- | ----- | --- |
| Unirea Dej         | -   | 3:0 | 1:3   | 3:1 |
| Rapid Bukareszt    | 3:0 | -   | 3:1   | 3:0 |
| Universitatea Cluj | 2:3 | 1:3 | -     | 3:0 |
| CS UV Timișoara    | 0:3 | 2:3 | 0:3   | -   |

Źródło: FRVolei (rum.) / FRVolei – Data Project (rum.)
1 Drużyna gospodarzy jest wymieniona po lewej stronie tabeli.
Kolory:
  zwycięstwo gospodarzy 3:0 lub 3:1
  zwycięstwo gospodarzy 3:2
  zwycięstwo gości 3:0 lub 3:1
  zwycięstwo gości 3:2

#### Terminarz i wyniki spotkań
| Data       | Godz. | Gospodarz          | Rezultat                                | Gość               | Widzów |
| ---------- | ----- | ------------------ | --------------------------------------- | ------------------ | ------ |
| 1. KOLEJKA |       |                    |                                         |                    |        |
| 19.03.2022 | 16:30 | Rapid Bukareszt    | 3:1 (25:20, 23:25, 25:21, 25:21)        | Universitatea Cluj | 41     |
| 19.03.2022 | 17:00 | Unirea Dej         | 3:1 (25:15, 25:22, 29:31, 25:13)        | CS UV Timișoara    | 50     |
| 2. KOLEJKA |       |                    |                                         |                    |        |
| 23.03.2022 | 14:00 | Unirea Dej         | 3:0 (25:23, 25:22, 25:23)               | Rapid Bukareszt    | 50     |
| 23.03.2022 | 17:00 | CS UV Timișoara    | 0:3 (21:25, 16:25, 21:25)               | Universitatea Cluj | 50     |
| 3. KOLEJKA |       |                    |                                         |                    |        |
| 26.03.2022 | 12:00 | Rapid Bukareszt    | 3:0 (25:13, 25:14, 25:17)               | CS UV Timișoara    |        |
| 26.03.2022 | 18:00 | Unirea Dej         | 1:3 (25:20, 22:25, 23:25, 22:25)        | Universitatea Cluj | 80     |
| 4. KOLEJKA |       |                    |                                         |                    |        |
| 30.03.2022 | 17:00 | CS UV Timișoara    | 0:3 (17:25, 21:25, 21:25)               | Unirea Dej         | 62     |
| 30.03.2022 | 18:00 | Universitatea Cluj | 1:3 (25:22, 12:25, 23:25, 13:25)        | Rapid Bukareszt    | 75     |
| 5. KOLEJKA |       |                    |                                         |                    |        |
| 16.04.2022 | 13:00 | Rapid Bukareszt    | 3:0 (25:17, 25:18, 25:19)               | Unirea Dej         | 50     |
| 16.04.2022 | 18:00 | Universitatea Cluj | 3:0 (25:21, 25:19, 25:19)               | CS UV Timișoara    | 100    |
| 6. KOLEJKA |       |                    |                                         |                    |        |
| 20.04.2022 | 14:30 | CS UV Timișoara    | 2:3 (20:25, 25:19, 25:21, 26:28, 12:15) | Rapid Bukareszt    | 50     |
| 20.04.2022 | 18:00 | Universitatea Cluj | 2:3 (26:28, 19:25, 25:23, 29:27, 14:16) | Unirea Dej         | 100    |

#### Tabela
| Lp. | Drużyna            | Pkt | Mecze | Mecze | Mecze | Rodzaj wyniku | Rodzaj wyniku | Rodzaj wyniku | Rodzaj wyniku | Rodzaj wyniku | Rodzaj wyniku | Sety | Sety | Sety  | Małe punkty | Małe punkty | Małe punkty |
| Lp. | Drużyna            | Pkt | M     | W     | P     | 3:0           | 3:1           | 3:2           | 2:3           | 1:3           | 0:3           | wyg. | prz. | stos. | zdob.       | str.        | stos.       |
| --- | ------------------ | --- | ----- | ----- | ----- | ------------- | ------------- | ------------- | ------------- | ------------- | ------------- | ---- | ---- | ----- | ----------- | ----------- | ----------- |
| 1   | Unirea Dej         | 32  | 28    | 11    | 17    | 5             | 3             | 3             | 2             | 4             | 11            | 41   | 60   | 0.68  | 2117        | 2286        | 0.93        |
| 2   | Rapid Bukareszt    | 29  | 28    | 10    | 18    | 5             | 3             | 2             | 1             | 4             | 13            | 36   | 61   | 0.59  | 2012        | 2165        | 0.93        |
| 3   | Universitatea Cluj | 18  | 28    | 6     | 22    | 2             | 2             | 2             | 2             | 6             | 14            | 28   | 72   | 0.39  | 1961        | 2374        | 0.83        |
| 4   | CS UV Timișoara    | 3   | 28    | 0     | 28    | 0             | 0             | 0             | 3             | 3             | 22            | 9    | 84   | 0.11  | 1709        | 2264        | 0.75        |

Źródło: FRVolei (rum.) / FRVolei – Data Project (rum.)
Punktacja: 3:0 i 3:1 – 3 pkt; 3:2 – 2 pkt; 2:3 – 1 pkt; 1:3 i 0:3 – 0 pkt
Zasady ustalania kolejności: 1. liczba punktów; 2. liczba zwycięstw; 3. stosunek setów; 4. stosunek małych punktów; 5. bilans w bezpośrednich meczach
     Spadek do Divizia A2

## Klasyfikacja końcowa
| Lp. | Drużyna                     |
| --- | --------------------------- |
| 1.  | CSM Arcada Galați           |
| 2.  | Dinamo Bukareszt            |
| 3.  | SCMU Craiova                |
| 4.  | Steaua Bukareszt            |
| 5.  | Olimpia Titanii             |
| 6.  | CSS CNE LAPI Dej–SCM Zalău  |
| 7.  | Știința Explorări Baia Mare |
| 8.  | CSU Știința București       |
| 9.  | Unirea Dej                  |
| 10. | Rapid Bukareszt             |
| 11. | Universitatea Cluj          |
| 12. | CS UV Timișoara             |

     Eliminacje Ligi Mistrzów 2022/2023
     Puchar CEV 2022/2023
     Puchar Challenge 2022/2023
     spadek do Divizia A2